# 柵山正樹
柵山 正樹（さくやま まさき、1952年3月17日 - ）は、日本の実業家。

## 人物
兵庫県出身。灘中学校・高等学校、東京大学工学部卒業。1976年東京大学大学院工学系研究科修士課程修了。1977年同博士課程中退、三菱電機入社。
常務執行役、専務執行役、執行役副社長等を経て、2014年代表執行役社長。
2018年取締役会長、2021年長崎製作所などでの検査不正問題を受け、取締役会長辞任。
2022年10月に公表された検査不正に関する報告書によると、柵山は電力システム製作所の課長時代に、試験の測定結果と異なる数値を成績書に記入し、顧客に示していたと指摘される。ただ、当時は試験装置の精度が低く、柵山本人の推測値との差を埋めていたとみられ、三菱電機ガバナンスレビュー委員長の山口利昭弁護士は「真実の値を見極めるという技術者のプライドではないか。不正の認識はなかった」と語った。しかし、社長在任時に全社の点検を徹底しなかったことについては「極めて重い経営責任」と厳しく指摘している。